# Franz-Josef Berg
Franz-Josef Berg (* 20. April 1957 in Dillingen) ist ein deutscher Politiker (CDU) und Bürgermeister von Dillingen. Zudem war er von  1999 bis 2004 Mitglied des saarländischen Landtages.

## Leben und Beruf
Franz-Josef Berg beendete 1976 mit dem Abitur am staatlichen Gymnasium in Dillingen seine Schullaufbahn und leistete im Anschluss von 1976 bis 1977 seinen Wehrdienst ab. In den Jahren 1977 bis 1982 folgte ein Studium in Katholischer Theologie, Geschichte und Erziehungswissenschaften. 1982 legte er sein erstes und 1984 sein zweites Staatsexamen für das Lehramt ab. 
Er war von 1984  bis 1987 als Bildungsreferent der Stefanus-Gemeinschaft in den Diözesen Trier und Speyer tätig. Von 1987 bis 1990 war er als Landesgeschäftsführer bei der Jungen Union Saar und von 1990 bis 1999 als Wissenschaftlicher Mitarbeiter bei der CDU-Landesgeschäftsstelle angestellt. Während seiner Zeit als Landtagsabgeordneter war er nicht weitergehend beschäftigt und übernahm nach seinem Ausscheiden aus dem Landtag 2004 das Wahl- und hauptamtliche Bürgermeisteramt in Dillingen.

## Politik
Franz-Josef Berg trat 1975 in die Junge Union sowie die Mutterpartei CDU ein. In den Jahren 1975 bis 1981 übernahm er der Vorsitz der Jungen Union in Pachten und danach von 1981 bis 1986 den Vorsitz der Jungen Union in der Stadt Dillingen. Von 1985 bis 1991 war er Vorsitzender des CDU-Ortsverbandes Pachten und seit 1991 des CDU-Stadtverbandes Dillingen. Zudem ist er seit 1996 Mitglied im CDU-Kreisvorstand Saarlouis und seit 2008 Kreisvorsitzender im CDU-Kreisvorstand Saarlouis.
Er saß von 1979 bis 2004 als Mitglied im Stadtrat von Dillingen und wurde von 1989 bis 2004 Fraktionsvorsitzender. In den Jahren 1999 bis 2004 wurde er in den Landtag des Saarlandes gewählt.  Seit 2004 wurde er als Bürgermeister in seiner Heimatstadt Dillingen gewählt. 